# Hardingfele

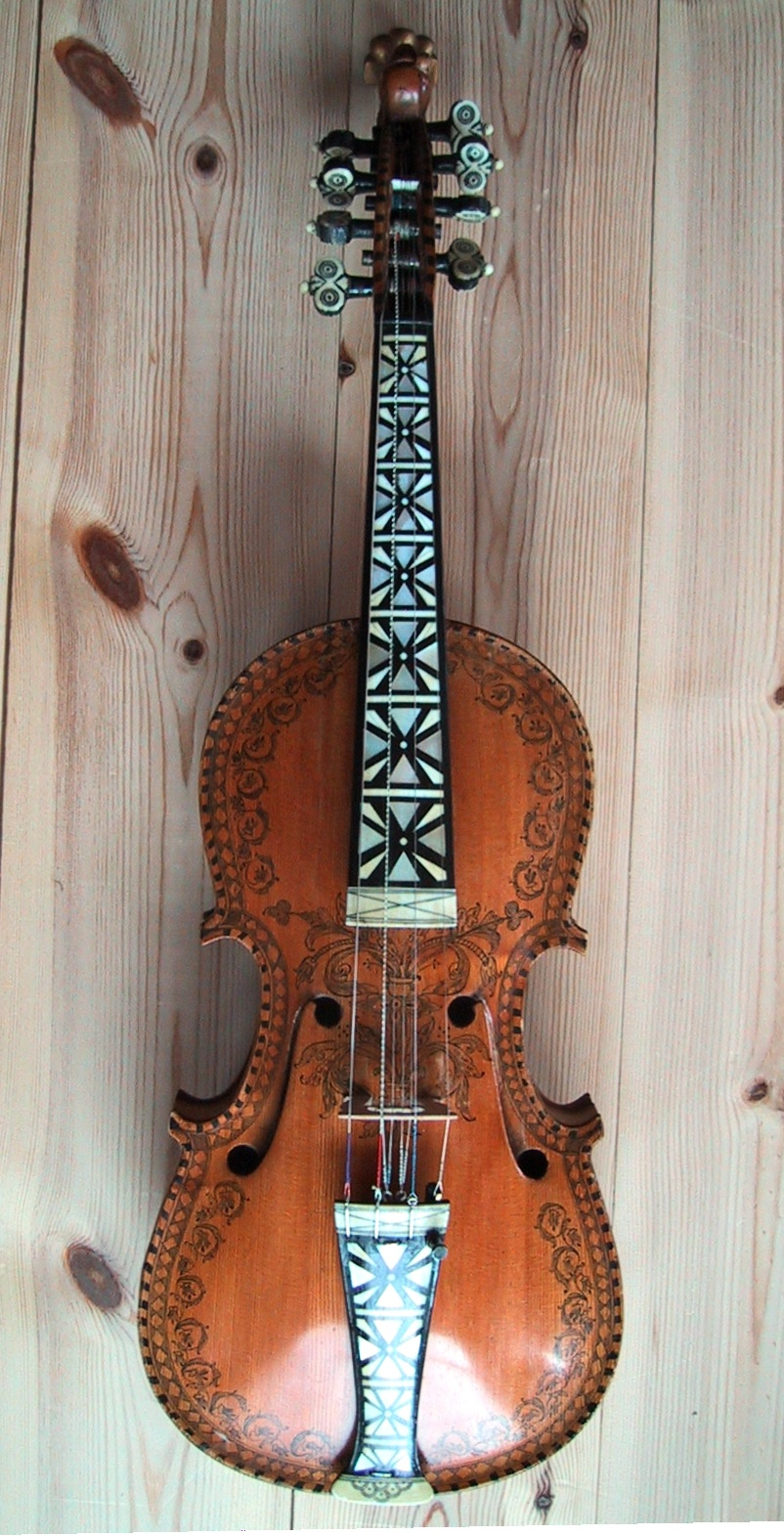
Hardingfele

Hardingfele („scripcă din regiunea Hardanger”) este un instrument folcloric norvegian cu coarde, care seamănă cu o vioară, dar care are 8 sau nouă coarde și care este confecționat din lemn mai subțire.
Patru dintre coarde sunt cântate ca la vioară, restul fiind coarde simpatice, de rezonanță (ca la viola d'amore).
Instrumentul, care poate fi mai mic sau mai mare decât o vioară, este cunoscut din secolul al XVII-lea. Hardingfele-urile care sunt mai mici decât viorile sunt acordate o terță sau o cvartă mai sus decât vioarile obișnuite: la-re-la-mi, iar coardele de rezonanță, si-re-mi-fa#-la. Dar acordajul depinde de regiune sau de cerințele melodiei. În Norvegia sunt cunoscute peste 20 de acordaje.
Hardingfele este folosită în special în sud-vestul Norvegiei, mai ales pentru muzica folclorică de dans, acompaniată de bătutul puternic al ritmului cu piciorul. 
Înainte vreme, era obiceiul ca un scripcar să fie în capul alaiului unei nunți în drum spre biserică.
Majoritatea instrumentelor sunt decorate cu încrestături de sidef pe cordar și tastieră, sculpturi ale capului, și picturi „rosemaling” pe față. Uneori se folosesc bucăți de os pentru decoratul cheilor și a marginilor instrumentului.

## Hardinfele și religia
Hardingfele are o lungă asociere cu biserica creștină luterană. În multe povești, hardingfele este asociată cu diavolul, el învățând oamenii să cânte la acest instrument. În timpul renașterii religioase din Norvegia din anii 1800, multe hardingfele (și chiar viorile) au fost ascunse de frica fanaticilor care voiau să le distrugă deoarece credeau că sunt „instrumente corupătoare care duc în inspită, încurajând dansul, băutura și bătăile”. În Norvegia a fost interzis cântatul la hardingfele în biserici până în secolul al XX-lea.

## Galerie

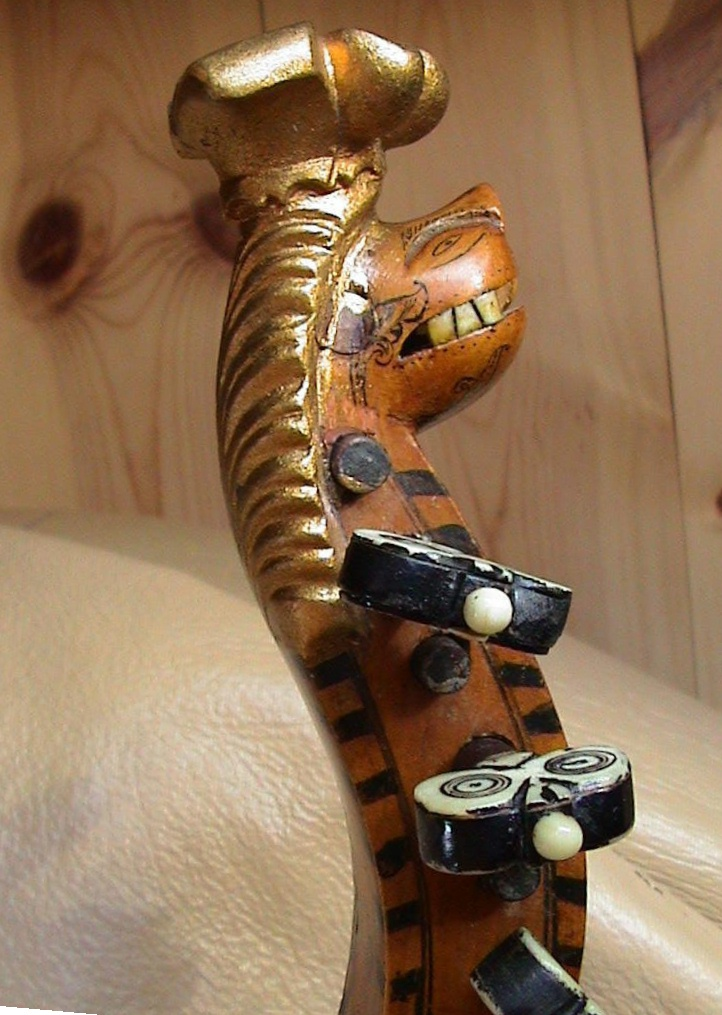
Capul
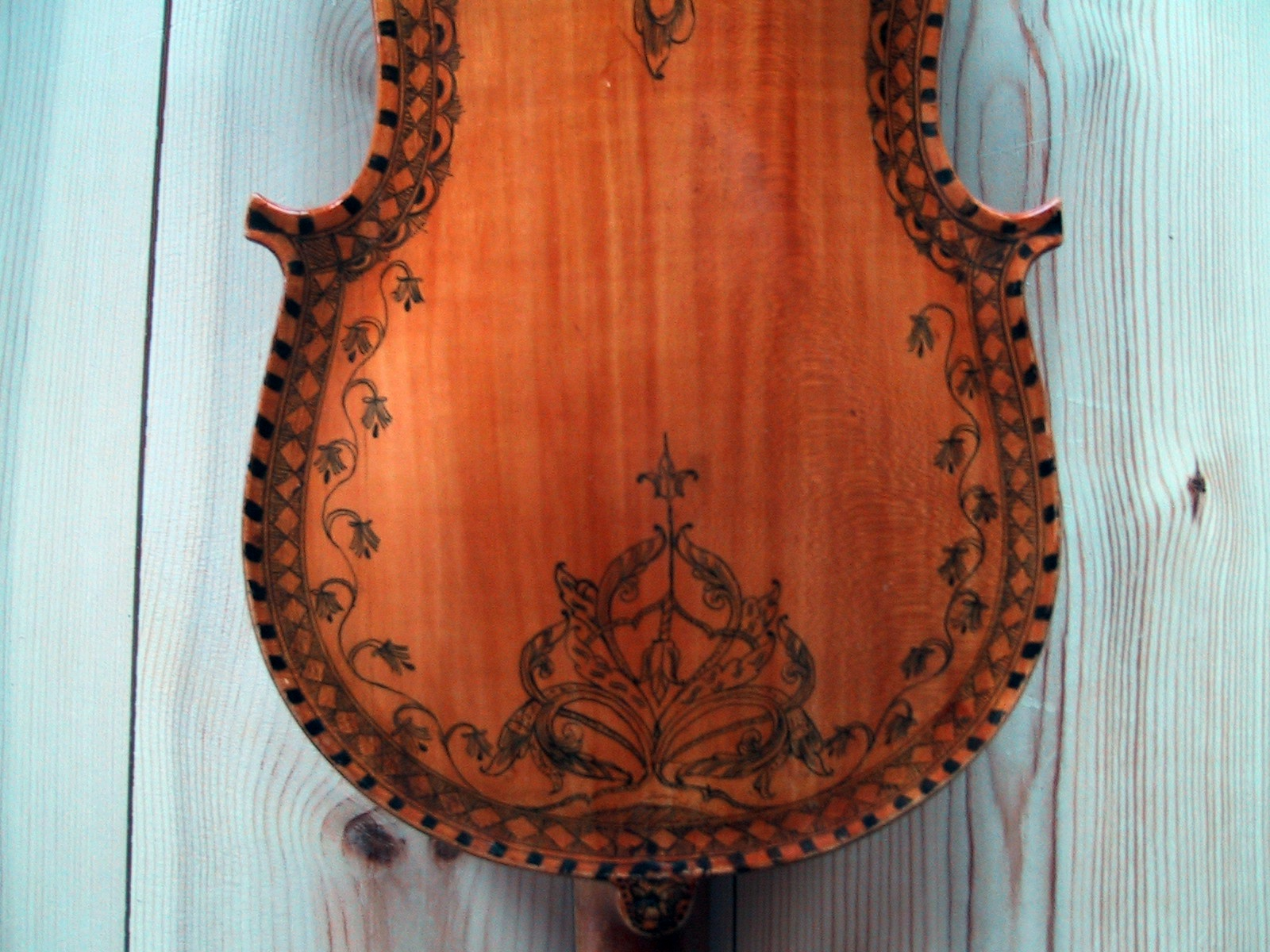
Spatele

## Bibliogafie
- Aksdal, Bjørn, and Sven Nyhus. Fanitullen: Innføring i norsk og samisk folkemusikk. Oslo: Universitetsforlag.
- Broughton, Simon, and Mark Ellingham. Rough Guide to World Music Volume One: Africa, Europe & the Middle East. London: Penguin Books, 1999. 212-216.
- George, Patrice. "Knut Hamre and Benedicte Maurseth - Rosa I Botnen." RootsWorld. 26 Feb. 2008 http://www.rootsworld.com/reviews/botnen06.shtml
- Gurvin, Olav. 1958. Hardingfela. În Hardingfeleslåttar, ed. Olav Gurvin. Norsk Folkemusikk, ser. 1 vol I. Oslo: Universitetsforslaget.
- Sandvik, Sverre. Vi Byggjer Hardingfele. Tiden, 1983. 12-13. English translation "(How) We Build the Hardanger Fiddle" by Eldon Ellingson